# Philippe Kieffer
Philippe Kieffer, właśc. Marie-Joseph-Charles-Philippe Kieffer (ur. 24 października 1899 w Port-au-Prince na Haiti, zm. 20 listopada 1962 w Cormeilles-en-Parisis, Francja) – francuski wojskowy, komandor porucznik, uczestnik drugiej wojny światowej, utworzył i dowodził pierwszym oddziałem komandosów Francuskiej Marynarki Wojennej.

## Biografia

### Wczesne lata
Marie-Joseph-Charles-Philippe Kieffer urodził się na Haiti. Był synem Alzatczyka i Angielki, miał troje rodzeństwa. Szkołę średnią ukończył na wyspie Jersey, naukę kontynuował w Stanach Zjednoczonych, otrzymał dyplom wyższej szkoły handlowej w Chicago. Po studiach został dyrektorem banku na Haiti, pełnił również funkcje współdyrektora Narodowego Banku Haiti, następnie był dyrektorem banku w Stanach Zjednoczonych i Kanadzie.

### Druga wojna światowa
Kieffer przebywał w Nowym Jorku, gdy sytuacja w Europie stawała się coraz bardziej napięta. W maju 1939 przybył do Francji aby połączyć się z rodziną. Mimo swojego wieku (40 lat), 2 września zgłosił się na ochotnika do wojska jako oficer rezerwy. Przyjęty w stopniu podporucznika do wojsk lądowych jako tłumacz, osiem dni później przeniósł się do Marynarki Wojennej. Był sekretarzem admirała północnej grupy floty, służył na pancerniku Courbet na pokładzie którego brał udział podczas operacji Dynamo.
Po klęsce Francji porucznik Kieffer odpowiedział na apel generała de Gaulle'a z 18 czerwca 1940 i przedostał się do Wielkiej Brytanii. 1 lipca wstąpił do Marynarki Wojennej Wolnej Francji. Ze względu na płynną znajomość języka angielskiego został tłumaczem i szyfrantem. Będąc pod wrażeniem technik brytyjskich komandosów poprosił o zgodę utworzenia francuskich sił specjalnych. W maju 1941 admirał Émile Muselier wyraził zgodę na sformowanie jednostki specjalnej. Szkolenie francuskich komandosów miało miejsce w Achnacarry w Szkocji. 1 lipca 1942 Philippe Kieffer otrzymał awans na kapitana marynarki. 19 sierpnia 1942 1. Batalion Francuskich Komandosów uczestniczył w 
rajdzie na Dieppe. W 1943 batalion brał udział w nocnych rajdach na wybrzeże francuskie i holenderskie.
6 czerwca 1944, Kieffer awansowany do stopnia komandora podporucznika wylądował na czele swojego batalionu w Colleville-Montgomery, na plaży Sword. Mimo strat, 10 zabitych (w tym 2 oficerów) i wielu rannych, batalion zdobył działko 50 mm, zajął byłe kasyno w Riva-Bella by połączyć się z 6. Brytyjską Dywizja Powietrznodesantową na moście Pegaz w Bénouville. W ciągu jednego dnia, 6 czerwca straty batalionu wyniosły 21 zabitych i 93 rannych. Sam Kieffer odniósł 2 rany. Batalion walczył do 27 sierpnia, następnie został uzupełniony w Wielkiej Brytanii. W listopadzie batalion wylądował na holenderskiej wyspie Walcheren i brał udział w walkach o Vlissingen.

### Po wojnie
We wrześniu 1945 Kieffer został wybrany do rady departamentu Calvados, zasiadał również w radzie gminy Grandcamp-les-Bains. W 1948 spisał swoje wspomnienia w książce pt.: Béret vert. W 1950 przeprowadził się do Cormeilles-en-Parisis, 4 lata później został awansowany na komandora porucznika rezerwy. W 1962 był konsultantem na planie filmu Najdłuższy dzień.
Philippe Kiefer zmarł na skutek porażenia połowiczego 20 listopada 1962.

## Awanse
- podporucznik wojsk lądowych - 1939
- porucznik marynarki (enseigne de vaisseau de 1ère classe) – grudzień 1941
- kapitan marynarki (lieutenant de vaisseau) – lipiec 1942[11]
- komandor podporucznik (capitaine de corvette) – 6 czerwca 1944
- komandor porucznik rezerwy (capitaine de frégate) – 1954

## Odznaczenia
- Komandor Orderu Narodowego Legii Honorowej – 22 listopada 1955
- Kawaler Orderu Narodowego Legii Honorowej – 29 maja 1945
- Order Wyzwolenia (Ordre de la Libération, Francja) – 28 sierpnia 1944
- Krzyż Wojenny 1939–1945 z 6 palmami i gwiazdą (Croix de Guerre, Francja)
- Krzyż Kombatantów (Croix du Combattant)
- Medal Pamiątkowy Ochotników Wolnej Francji
- Medal Pamiątkowy Wojny 1939-1945 (Médaille commémorative française de la guerre 1939-1945)
- Medal Wyzwolenia Francji
- Medal Rannych na Wojnie (Médaille des blessés de guerre)
- Medal Honorowy za Czyny Odwagi i Poświęcenia (Médaille d'honneur pour acte de courage et de dévouement)
- Srebrny Medal Zasługi dla Sportu i Młodzieży (Médaille de la jeunesse, des sports et de l'engagement associatif)
- Order Imperium Brytyjskiego
- Krzyż Wojskowy
- Gwiazda za Wojnę 1939–1945
- Gwiazda Francji i Niemiec
- Medal Obrony